# Kaliwatukranggan
Kaliwatukranggan is een bestuurslaag in het regentschap Purworejo van de provincie Midden-Java, Indonesië. Kaliwatukranggan telt 1602 inwoners (volkstelling 2010).